# Списак тренера КК Партизан
КК Партизан је српски професионални кошаркашки клуб из Београда. Партизан игра Јадранску лигу, Еврокуп, Евролигу и Суперлигу Србије. Партизан своје утакмице игра у Хали Пионир од 1992. до 2018, у том периоду је био домаћин и у Комбанк арени и Хали спортова Ранко Жеравица. Од 2019. је домаћин у Штарк арени. Партизан је најуспешнији клуб у Србији јер је освојио укупно 51 трофеј (22 титуле првака, 16 трофеја националног купа, 8 титула регионалног првака, 1 суперкуп регионалне лиге, 3 европска купа Радивоја Кораћа и 1 титулу клупског првака Европе).
Партизан је у периоду од 1945. године до данас имао 35 тренера. Први тренер је био Божо Гркинић који је водио Партизан две сезоне. Први тренер који је освојио трофеј са Партизаном је био Борислав Ћорковић. Он је освојио Југословенску лигу са Партизаном 1976. године. Свој први европски трофеј 1978. Партизан је освојио када га је са клупе предводио Ранко Жеравица. Партизан је предводио Жељко Обрадовић када је освојена Евролига 1992. године. Душко Вујошевић је најуспешнији тренер у историји Партизана. Он је са клубом освојио 23 трофеја. Борислав Станковић и Ранко Жеравица су у Кући славних ФИБА, као и Александар Николић, који је у Кошаркашкој кући славних. На крају, Николић, Душан Ивковић и Жељко Обрадовић су једни од 50 особа које су највише допринеле Евролиги.

## Легенда
| УТ      | Утакмица тренирао                    |
| ПО      | Победа                               |
| ПЗ      | Пораза                               |
| Победа% | Проценат победа                      |
| #       | Позиција                             |
| dagger  | Налази се у Кошаркашкој кући славних |
| *       | Налази се у Кући славних ФИБА        |

## Тренери
| #  | Име                         | Националност                                      | Период        | УТ  | ПО  | ПЗ  | Победа% | Напомена |
| -- | --------------------------- | ------------------------------------------------- | ------------- | --- | --- | --- | ------- | --- |
| 1  | Божо Гркинић                | Југославија                                       | 1946–1948     |     |     |     |         | |
| 2  | Светислав Шапер             | Југославија                                       | 1948–1949     |     |     |     |         | |
| 3  | Јанош Гердов                | Југославија                                       | 1949–1950     |     |     |     |         | |
| 4  | Борислав Станковић*         | Југославија                                       | 1950–1953     |     |     |     |         | |
| 5  | Миодраг Стефановић          | Југославија                                       | 1953–1954     |     |     |     |         | |
| 6  | Мирко Марјановић            | Југославија                                       | 1954–1958     |     |     |     |         | |
| 7  | Александар Николић          | Југославија                                       | 1958–1961     |     |     |     |         | 50 особа које су највише допринеле Евролиги |
| 8  | Божидар Мунћан              | Југославија                                       | 1961–1963     |     |     |     |         | |
| 9  | Миленко Новаковић           | Југославија                                       | 1963–1964     |     |     |     |         | |
| 10 | Борислав Ћурчић             | Југославија                                       | 1964–1967     |     |     |     |         | |
| 11 | Бранислав Рајачић           | Југославија                                       | 1967–1969     |     |     |     |         | |
| 12 | Радован Радовић             | Југославија                                       | 1969–1971     |     |     |     |         | |
| 13 | Ранко Жеравица*             | Југославија                                       | 1971–1974     |     |     |     |         | |
| 14 | Борислав Ћорковић           | Југославија                                       | 1974–1976     |     |     |     |         | 1 Прва лига Југославије |
| —  | Ранко Жеравица*             | Југославија                                       | 1976–1978     |     |     |     |         | 1 ФИБА Куп Кораћа |
| 15 | Душан Ивковић*              | Југославија                                       | 1978–1980     |     |     |     |         | 1 Прва лига Југославије 1 Куп Југославије 1 ФИБА Кораћ куп 50 особа које су највише допринеле Евролиги                                          |
| —  | Борислав Ћорковић           | Југославија                                       | 1980–1982     |     |     |     |         | 1 Прва лига Југославије |
| 16 | Борислав Џаковић            | Југославија                                       | 1982–1984     |     |     |     |         | |
| 17 | Зоран Славнић               | Југославија                                       | 1984–1985     |     |     |     |         | |
| 18 | Владислав Лучић             | Југославија                                       | 1985–1986     |     |     |     |         | |
| 19 | Душко Вујошевић             | Југославија                                       | 1986–1989     |     |     |     |         | 1 Прва лига Југославије у кошарци 1 Куп Југославије 1 ФИБА Кораћ куп                                                                            |
| 20 | Дејан Срзић                 | Југославија                                       | 1989          |     |     |     |         | |
| —  | Борислав Ћорковић           | Југославија                                       | 1989–1990     |     |     |     |         | |
| —  | Душко Вујошевић             | Југославија                                       | 1990–1991     |     |     |     |         | |
| 21 | Жељко Обрадовић             | Југославија/ · СР Југославија                     | 1991–1993     |     |     |     |         | 1 Прва лига Југославије 1 Куп Југославије 1 Евролига 50 особа које су највише допринеле Евролиги                                                |
| 22 | Жељко Лукајић               | СР Југославија                                    | 1993–1994     |     |     |     |         | 1 Куп Србије и Црне Горе |
| —  | Борислав Џаковић            | СР Југославија                                    | 1994–1995     |     |     |     |         | 1 Прва лига Србије и Црне Горе 1 Куп Србије и Црне Горе                                                                                         |
| —  | Ранко Жеравица*             | СР Југославија                                    | 1995–1996     |     |     |     |         | 1 Прва лига Србије и Црне Горе |
| 23 | Мирослав Николић            | СР Југославија                                    | 1996–1998     |     |     |     |         | 1 Прва лига Србије и Црне Горе |
| 24 | Милован Благојевић          | СР Југославија                                    | 1998          |     |     |     |         | |
| —  | Владислав Лучић             | СР Југославија                                    | 1998–1999     |     |     |     |         | 1 Куп Србије и Црне Горе у кошарци |
| 25 | Ненад Трајковић             | СР Југославија                                    | 1999–2000     |     |     |     |         | 1 Куп Србије и Црне Горе |
| 26 | Дарко Русо                  | СР Југославија                                    | 2000–2001     |     |     |     |         | |
| —  | Душко Вујошевић             | СР Југославија/ · Србија и Црна Гора/ · Црна Гора | 2001–2010     | 570 | 404 | 166 | .709    | 5 Прва лига Србије и Црне Горе 1 Куп Србије и Црне Горе 4 Суперлига Србије 3 Куп Радивоја Кораћа 4 Јадранска лига Тренер године Евролиге (2009) |
| 27 | Владе Јовановић             | Србија                                            | 2010–2012     | 127 | 90  | 37  | .709    | 2 Суперлига Србије 2 Куп Радивоја Кораћа 1 Јадранска лига                                                                                       |
| —  | Душко Вујошевић             | Црна Гора                                         | 2012–2015     | 194 | 120 | 74  | .619    | 2 Суперлига Србије 1 Јадранска лига |
| 28 | Петар Божић                 | Србија                                            | 2015–2016     | 18  | 6   | 12  | .333    | |
| 29 | Александар Џикић            | Србија                                            | 2016–2017     | 88  | 60  | 28  | .682    | |
| —  | Мирослав Николић            | Србија                                            | 2017          | 22  | 7   | 15  | .318    | |
| 30 | Ненад Чанак                 | Србија                                            | 2017–2018     | 41  | 24  | 17  | .585    | 1 Куп Радивоја Кораћа |
| 31 | Андреа Тринкијери           | Италија                                           | 2018–2020     | 87  | 62  | 25  | .713    | 2 Купа Радивоја Кораћа 1 Суперкуп Јадранске лиге                                                                                                |
| 32 | Владо Шћепановић            | Црна Гора                                         | 2020          | 9   | 4   | 5   | .444    | |
| 33 | Миливоје Лазић (привремено) | Србија                                            | 2020          | 1   | 0   | 1   | .000    | |
| 34 | Сашо Филиповски             | Словенија                                         | 2020–2021     | 26  | 12  | 14  | .462    | |
| 35 | Александар Матовић          | Србија                                            | 2021          | 12  | 8   | 4   | .667    | |
| —  | Жељко Обрадовић             | Србија                                            | 2021–тренутно | 295 | 196 | 99  | .664    | 1 Суперлига Србије 2 Јадранска лига |

## Спољашњи извори
- Званични веб-сајт
- Профил клуба на сајту Аба лиге (језик: енглески)